# مدل پنهان

مدل پنهان، ۲۰۰۰

مدل پنهان یک اثر نقاشی از نوع نقاشی بدن ترمپلوی است. این اثر بوسیله نقاش زن نیوزلندی جوآن گر خلق شده‌است. در این نقاشی یک مدل نقاشی شده در مابین گل‌ها پنهان است.